# Jukiko Okada
Jukiko Okada (japonsky 岡田 有希子, Okada Jukiko), rozená Kajo Sató (japonsky 佐藤佳代, Sató Kajo) (22. srpna 1967 Ičinomija – 8. dubna 1986 Šindžuku, Tokio) byla japonská hudební J-pop zpěvačka a japonský idol.
V roce 1986, když jí bylo osmnáct let, spáchala sebevraždu skokem ze sedmého patra budovy Sun Music v Tokiu. Během necelého měsíce její osud následovalo 114 jejích fanoušků, nejmladšímu bylo devět let.

## Diskografie
PH: vydáno až po její smrti

### Studiová alba
- Cinderella (シンデレラ)
- Džúgacu no ningjo (十月の人魚)
- Venus tandžó (ヴィーナス誕生)

### Kompilační alba
- Okurimono (贈りもの)
- Okurimono II (贈りものII)
- Memorial Box (メモリアルBOX) PH
- All Songs Request PH
- Okurimono III (贈りものIII) PH

### Singly
- 1984 – „First Date” (ファースト・デイト)
- 1984 – „Little Princess” (リトル プリンセス)
- 1984 – „Dreaming Girl: Koi, hadžimemašite” (-Dreaming Girl- 恋、はじめまして)
- 1985 – „Futari dake no Ceremony” (二人だけのセレモニー)
- 1985 – „Summer Beach”
- 1985 – „Kanašii jokan” (哀しい予感)
- 1985 – „Love Fair”
- 1986 – „Kučibiru Network” (くちびるNetwork)
- 1986 – „Hana no Image” (花のイマージュ) PH
- 2002 – „Believe in You [Strings Version]” PH